# Botou (Bilanga)
Pour les articles homonymes, voir Botou.
Botou est une localité située dans le département de Bilanga de la province de la Gnagna dans la région Est au Burkina Faso.

## Géographie
Botou se trouve à 27 km au sud-est de Bilanga sur la route nationale 18.

## Santé et éducation
Botou accueille un centre de santé et de promotion sociale (CSPS).
Le village possède une école primaire publique.